# 二本松インターチェンジ
二本松インターチェンジ（にほんまつインターチェンジ）は、福島県二本松市成田町にある、東北自動車道のインターチェンジ。二本松市のほか仙台方面から安達郡大玉村、本宮市などへの最寄りのインターチェンジとなっている（なお東京方面からは大玉村や本宮市に向かうには本宮ICを利用した方が便利）。

## 道路
- E4 東北自動車道（20番）

直接接続
- 国道459号
- 福島県道355号須賀川二本松線

間接接続
- 国道4号二本松バイパス（二本松インター入口でを直進、国道459号を経由して羽石ランプで接続）

## 料金所
- ブース数：5

### 入口
- ブース数：2
  - ETC専用：1
  - 一般：1

### 出口
- ブース数：3
  - ETC専用：1
  - 一般：2

## 周辺
- 二本松総合病院
- 霞ヶ城公園
- 岳温泉
- あだたら高原スキー場
- 塩沢スキー場
- 安達ヶ原ふるさと村
- JR東日本東北本線 二本松駅

## 二本松バスストップ

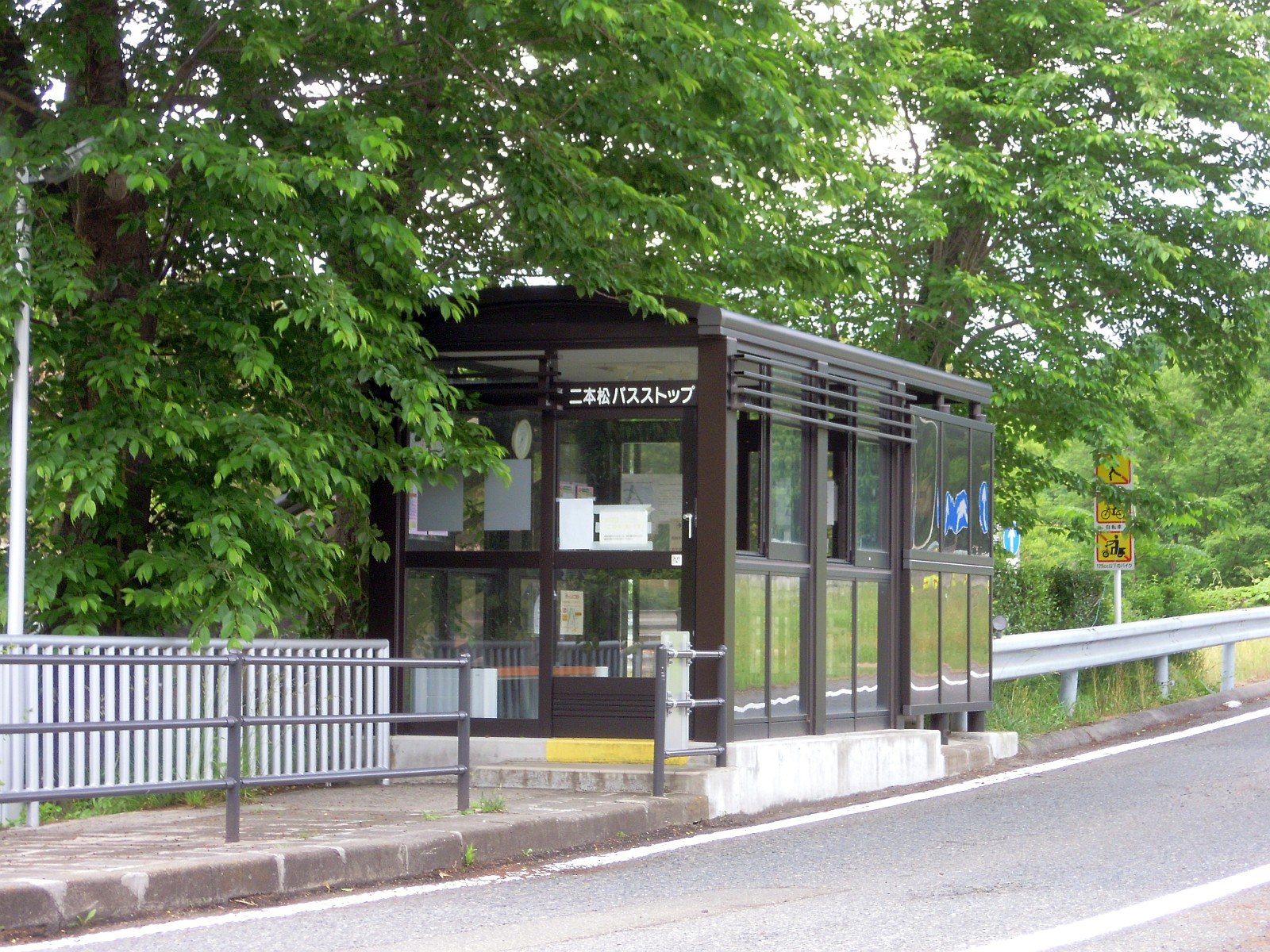
二本松バスストップ（下り線）

二本松バスストップは、二本松インターチェンジに併設されている東北自動車道のバス停留所である。
二本松インターチェンジには開業当初から高速バス用の停留所設備が設けられていたが、福島交通の運行している福島 - 郡山線の前身である特急バスが停車していた一時期を除き、使用されず手つかずの状態であった。
地元からの設置要望により、2010年10月二本松市役所において「東北道二本松バスストップ利用促進協議会」が開催され、2011年4月より供用開始することが正式決定。2011年4月1日より供用を開始した。

### 停車する路線
2019年12月21日現在。
- 仙台空港 - 福島 - 会津若松線（福島交通・会津乗合自動車）
- 福島 - いわき線（福島交通・新常磐交通）
- 仙台 - 郡山線（福島交通・宮城交通）
- あぶくま号（福島・郡山 - 新宿線）（福島交通・JRバス東北）
- 成田空港 - 福島線（千葉交通）[3]
- 夜行高速バス ギャラクシー号（福島 - 京都・大阪線）（福島交通・近鉄バス）

## 隣
E4 東北自動車道
(19)本宮IC - 安達太良SA - (20)二本松IC - (20-1)福島松川PA/SIC - (21)福島西IC